# Arrow, Warwickshire
Arrow är en by i Arrow with Weethley, Stratford-on-Avon i Warwickshire i England. Arrow var en civil parish fram till 2004 när blev den en del av Arrow with Weethley. Parish har 208 invånare (2001). Byn nämndes i Domedagsboken (Domesday Book) år 1086, och kallades då Arue.